# أليس ذهبي
الأليس الذهبي نوع نباتي يتبع جنس الأليس من الفصيلة الصليبية.

## البيئة والانتشار
موطنه أقطار المشرق العربي (في سورية ولبنان وفلسطين والأردن).